# Galium homblei
Galium homblei är en måreväxtart som beskrevs av De Wild.. Galium homblei ingår i släktet måror, och familjen måreväxter.
Artens utbredningsområde är Kongo-Kinshasa. Inga underarter finns listade i Catalogue of Life.